# The Ruins
The Ruins är en amerikansk / australiensisk skräckfilm från 2008. Filmen är baserad på en roman av författaren Scott B. Smith och handlar om en grupp turister som är på semester i Cancún. Filmen är regisserad av Carter Smith och hade premiär den 4 april 2008.

## Handling
Jeff, Amy, Stacy och Eric är på semester i Mexiko. Vid hotellet bekantar de sig med Mathias som kommer från München. De beger sig tillsammans ut för att leta rätt på Mathias bror och en tjej (en arkeolog) som är vid mayatemplen. Men plötsligt finner de sig i ett dilemma. När rädslan kryper på dem, begår de de mest oväntade handlingar.

## Skådespelare
| Jonathan Tucker | – Jeff McIntire |
| Jena Malone     | – Amy           |
| Laura Ramsey    | – Stacy         |
| Shawn Ashmore   | – Eric          |
| Joe Anderson    | – Mathias       |
| Dimitri Baveas  | – Dmitri        |